# Type 075 (navio de assalto anfíbio)
O Type 075 (Nome de relatorio OTAN: Yushen) é uma classe de navios de assalto anfíbio, do tipo porta-helicópteros. Construída pelo Estaleiro Hudong–Zhonghua Shipbuilding para a Marinha do Exército Popular de Libertação.

## História
O desenvolvimento do Type 075 começou oficialmente em 2011 e a imagem da construção foi revelada em junho de 2019.
O primeiro navio foi lançado em 25 de setembro de 2019 e foi comissionado em 23 de abril de 2021. Este sofreu um pequeno incêndio enquanto se equipava em 11 de abril de 2020. Alegadamente, o fogo foi rapidamente extinto sem ter causado grandes danos à embarcação.
O terceiro navio estava em construção em abril de 2021.
O segundo navio iniciou os testes no mar em 20 de dezembro de 2020 e o terceiro navio em 25 de novembro de 2021.

## Projeto
O Type 075 tem um convés de vôo completo para operar helicópteros e possui uma doca interna inundável para operar hovercrafts e veículos blindados de assalto anfíbio.
Estima-se que o tamanho e a tonelagem do Type 075 sejam maiores do que a maioria dos contemporâneos, com exceções como a Classe Wasp e America da Marinha dos Estados Unidos.

## Navios da classe
| Nº de amura | Nome                      | Lançamento             | Comissionamento        | Estado          |
| ----------- | ------------------------- | ---------------------- | ---------------------- | --------------- |
| 31          | Hainan (em chinês: 海南)  | 25 de setembro de 2019 | 23 de abril de 2021    | Ativo           |
| 32          | Guangxi (em chinês: 广西) | 22 de abril de 2020    | 30 de dezembro de 2021 | Ativo           |
| 33          | Anhui (em chinês: 安徽)   | 29 janeiro de 2021     | 1 de outubro de 2022   | Ativo           |
| –           | –                         | 14 de dezembro de 2023 | –                      | Lançado em 2023 |

#### Classes semelhantes:
- NAM Atlântico (Brasil)
- America (EUA)
- Dokdo (Coreia do Sul)
- Hyūga (Japão)
- Izumo (Japão)
- Mistral (França)
- Projeto 23900 (Rússia)
- Trieste (Itália)

#### Páginas relacionadas:
- Marinha do Exército de Libertação Popular
- Navio de assalto anfíbio
- Porta-helicópteros